# Oratorio della Visitazione (Villa di Collina)
L'oratorio della Visitazione si trova nel comune di Calenzano, annesso alla villa Ginori di Collina.

## Storia e descrizione
Annesso alla Villa di Collina, di imponente architettura manierista, fu eretto nella seconda metà del XVI secolo da Antonio di Filippo Salviati.
La volta a botte presenta una ricca decorazione a grottesche di Giovan Maria Butteri e Giovanni Bizzelli, a cui si devono anche gli Angeli che accompagnano il dipinto dell'altare, attribuito a Leonardo Mascagni. Le grottesche si ripetono nello stretto corridoio che unisce la cappella alla sagrestia, intramezzate a scene del Nuovo Testamento.

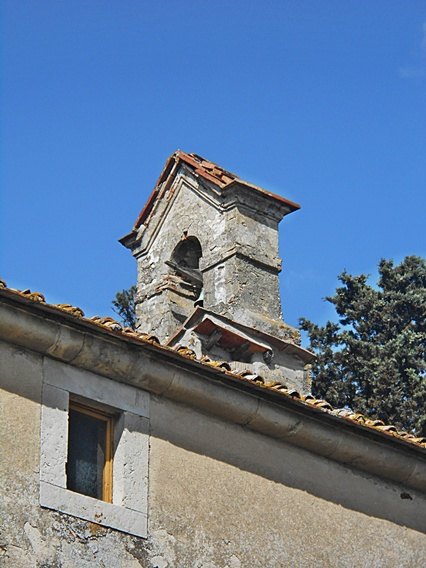
Campanile a vela
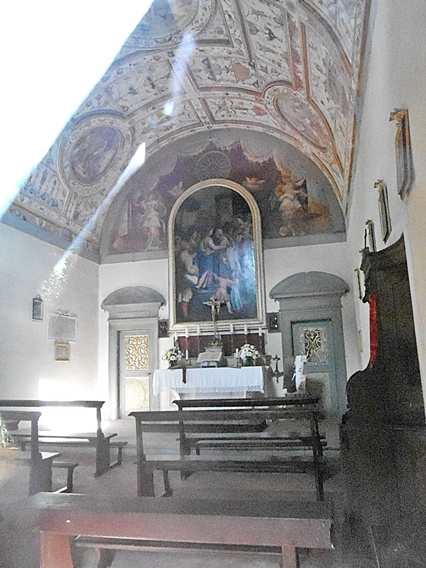
Navata
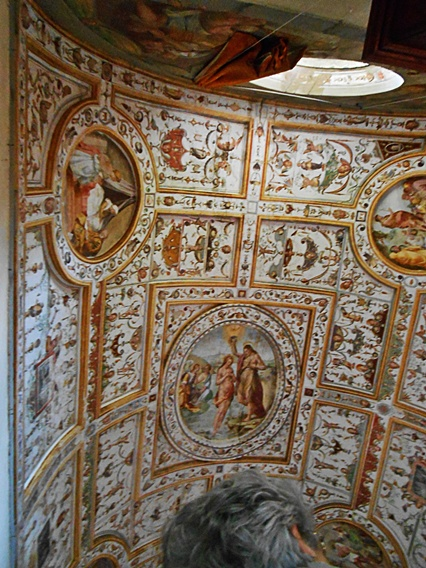
Il Soffitto affrescato